# エルトゥールル
エルトゥールル（トルコ語: Ertuğrul Gazi、1198年 - 1281年）は、13世紀にアナトリア西北部で活躍したトルコ人の首長で、オスマン帝国の始祖・オスマン1世の父である。

## 人物
エルトゥールル存命時代の彼とその配下たちに関する同時代の記録はなく、その生涯は数百年後に子孫であるオスマン家の人々が残した伝説的な記録から窺い知られるのみである。ただし、オスマン帝国第2代オルハンのワクフ寄進状に、その祖父としてエルトゥールルの名があることから、実在はしたと考えられる。
伝説によるとその父はギュンドゥズ・アルプあるいはスレイマン・シャーといい、中央アジアに住むムスリム（イスラム教徒）の遊牧集団オグズのカユ部族の一派の部族長であったという。彼らオグズ諸部はセルジューク朝期以来イラン以西にたびたび侵入・移住していたが中央アジアに留まっていたスレイマン・シャーは13世紀の初め、モンゴル帝国の侵攻を避けてアム川を渡りアナトリアに逃れてルーム・セルジューク朝の保護下に入った。現在のトルコ共和国ではこのとき西を目指したスレイマン・シャーが目印としたのが西の空に浮かぶ三日月であり、それがトルコの国旗のもとになったという伝説的な物語も語られているが信憑性に乏しい。
伝説ではスレイマン・シャーはモンゴル帝国の侵攻が収まった後再び東方に帰ろうとしたがアナトリアの川を渡河中に落馬して溺死し後を継いだ息子のエルトゥールルはそのままアナトリアに留まってルーム・セルジューク朝のスルターン、カイクバード1世に仕えたという。エルトゥールルは配下の遊牧騎士を率いてアナトリア各地を転戦し、ウジ（国境地帯）のベイ（首領）に任命されてアナトリア北西部に所領を与えられ、ソユットに住み着いた。
ソユットは東ローマ帝国と境を接する正教会支配圏とイスラム支配権の境界線近くにあり、後世の年代記の伝説的な記述によればエルトゥールルとその息子・オスマンの集団はソユットの近辺で遊牧移動生活を送りながら周辺のトゥルクマーンの首長やキリスト教徒の国境領主（アクリタイ）たちと戦ったり同盟したりしながら勢力を広げたという。
その内実については年代記では彼らが遊牧を送っていたことを伝えていたり、一方ではキリスト教徒出身者まで含む多様な出自の戦士たちからなる軍事集団となっていたことを窺わせる記述があることから古来、オスマン朝の起源を血縁を紐帯としたトルコ系遊牧部族であったとする説と多様な出自からなるガーズィー（英: Ghazi、ジハードに従事する戦士）であったとする説があり論争になってきた。
勢力を広げたエルトゥールルの死後、後を継いだオスマン1世の時代に彼らの集団は国家と言えるほどの規模に成長しベイの国を意味するベイリク（土: Anadolu beylikleri、君侯国とも）に発展する。それが、地中海世界を覆う大帝国オスマン朝の起源となったオスマン君侯国である。